# 石田一松
石田 一松（いしだ いちまつ、本名同じ、1902年11月18日 - 1956年1月11日）は、日本の政治家、演歌師、演歌歌手。作詞家、作曲家。位階は正五位。
芸人で、吉本興業（東京吉本）所属。戦前の一時期、石田一涙と芸名を名乗る。戦後は並行して衆議院議員を務め、タレント議員第一号とされる。身長五尺四寸、体重十七貫（自著記載より）。なぎら健壱は孫弟子にあたる。　

## 来歴・人物

### 生い立ち
広島県安芸郡府中村字山田（現府中町）生まれ。3歳で実母とは生き別れて、その後4人の継母に育てられた。うち3人の継母から虐められこれを耐え抜いたという。父・石田喜一は井戸堀職人で、その後米相場で失敗。一松は苦学して広島市の私立明道中学に学び、部活は角力部（相撲部）に所属、「明道のイシ」と呼ばれ22、3人の沖仲士（人夫）と大喧嘩し同校を退校。悪い評判が広がり広島に居られなくなり、「にいちゃん、どこにゆくんの、よそ行つちゃいけんよ、行つちゃいけん、行つちゃいけんいけん」と弟に泣きつかれ、後を追って来るのを振り切って上京した。三等車の隅っこに乗り「俺をボンクラ扱ひにして、廣島の奴等、今に見て居れ、絶対に見返してやるけん」と心に誓った。この後、残った石田一家も府中に居られず、広島市内の橋本町（現在の中区）に転居。1945年の原爆投下で、爆心地から僅か1キロのこの家で、末妹を含めて兄弟姉妹の3人は全員死亡。府中に居たままならば原爆には遭わなかっただろうといわれる。この死別が政治家を志すきっかけとなった。

### 演歌師
上京して町工場に入り、低賃金で働く工員らの不平を工場長に訴えて解雇される。その後法政大学予科入学。授業料を稼ぐため1920年、演歌の先輩添田唖蝉坊らの東京倶楽部に入り演歌師となる。的屋の乾分（子分）となり、中学時代に少し習ったバイオリン片手に毎夜東京中の縁日をまわり暗闇の中、書生節を歌い自ら編集した流行歌の歌本を10倍の値段で売って生計を立てた。全ての資金を稼ぐにはこの危険な商売しかなく、大学の予科3年・本学3年の卒業まで計約6年これを続けた。ヤクザに殴られ殴り、瞼の縁が常に紫色に腫れていた。代表作・インテリ時事小唄『のんき節』はこの時代1923年頃の作とされる。卒業後1930年、『酋長の娘』を作詞・作曲、1931年には藤波笑声名で『噫中村大尉』を歌いいずれも大ヒットした。当時は国産レコード会社の続々創立される時代、『酋長の娘』は1929年創立されたポリドール最初のヒットであった。また同作はシンガーソングライターの事例としても初期のものである。なおそのバイオリンはなぎら健壱が有しているという。
他のヒット曲に『時事小唄』『のんきな父さん』『いやぢゃありませんか』『春の名残り』『男の恨み』などがある。
1932年、吉本のトップスターであった柳家金語楼の推輓で吉本興業（東京吉本）専属となり、浅草万成座で初舞台。一時は弁護士を目指していたと言われ“インテリ・時事小唄・法学士”の看板を掲げて高座に上がり、洋服姿でバイオリン片手に『のんき節』で売り出し人気を博した。浅草の劇場ではトリを務めた。『のんき節』は添田唖蝉坊が作ったものだが、石田は自作を加え、替え歌にして庶民の側から社会を風刺した。「～凡て内密で取引きするのが闇取引きで御座います。帝国議会の闇取引きは秘密会議と申します～ハハのんきだね～」などと当時の軍部や政治権力、社会の矛盾を辛辣に批判。権力に抵抗する演歌師の姿勢をそのまま昭和の寄席に持ち込んだともいうべき芸で当局には睨まれ、しばしば出演停止を命じられたが庶民からは圧倒的人気を博した。1945年5月には甲府市の甲府宝塚劇場で、「東京節」（パイノパイノパイ）を替え歌にして、稼いでも稼いでも物価は高く、出来た子供が栄養不良、などと歌って演奏中止になった。
1938年には、吉本興業が朝日新聞社と共同で結成した戦時演芸派遣慰問団「わらわし隊」にも参加、日中戦争時の中国大陸に派遣された兵士を慰問した。また若い頃から政治志向が強く町会議員選挙にも出ている（当落不明）。
また舞台、テレビ、ラジオのほか、吉本が東宝と共同で製作した1945年の映画『東京五人男』にも出演するなど幅広く活動した。

### 芸能人代議士
1946年4月10日、戦後初の衆議院議員総選挙に一人一党の日本正論党を掲げ大選挙区の東京1区から立候補。この選挙は女性議員が数多く立候補し初当選して話題を呼んだが、石田も今度は「～地盤とカバンは有りませんけど、看板だけなら日本中～ハハのんきだね～」などと演説の間に持ち歌を歌って人気を集め、鳩山一郎、野坂参三、浅沼稲次郎らに次ぐ7位で当選した。当時は「タレント」という言葉が無かったので「芸能人代議士」と呼ばれた。このため今日言われるタレント議員第一号、草分けとされる。
その後、中選挙区の東京5区から当選を続け、代議士として活動。三木武夫と行動を共にし国民協同党、改進党に属した。議席を得ても芸能活動は辞めず昼は国会、夜はステージに立った。1951年、国民民主党に名前を変えていた党の党議に背き日米安保条約、対日平和条約の批准に反対、“全面講和”を主張して離党。また、日本共産党の川上貫一の除名決議に際しても「国会での発言封じは民主主義の危機」と主張し反対票を投じる（しかし川上は賛成多数となり除名が決定）。1953年のバカヤロー解散による総選挙で落選。1955年の第27回衆議院議員総選挙では、党の公認をとれず無所属で立候補し惨敗。その後もヒロポン中毒に悩まされながら寄席に出演し続けた。1956年1月11日、長年にわたり打ち続けたヒロポンで身体は蝕まれ、胃癌のため死去した。53歳没。同月18日、特旨を以て位記を追賜され、死没日付をもって正五位勲四等に叙され、瑞宝章を追贈された。

## のんき哲学
1946年、衆議院議員となった年の12月に出版された自著『のんき哲学』は、タイトル通り自身の哲学、社会批判や自身の生い立ちなどが綴られており、現代では一般的に出ている「タレント本」のメソッドと変わらない。戦前こうしたタレント本が出ていたのか不明だが、「のんき哲学」は「タレント本」としても先駆的な本かも知れない。また亡くなる直前1955年に、江戸川乱歩や淡谷のり子、坂信弥、秦豊吉、小唄勝太郎、春風亭柳橋らとの、エロに纏わる対談集『粋談 はだか読本』を出している。この本の中で対談のホスト役の石田は「まるで、誘導尋問係という妙な仕事」と表現している。
『のんき節』の替え歌には他に
「鮹に骨なしナマコに眼なし　政府に策なし議員に抱負なし　民に職なし　愛もなし　皮肉にや抱負と骨がある　へゝのんきだね」
「物の闇なら物さへ作りや　闇はやむけどやみ難い　人の心に悲しい闇の　影がさしたら世は闇ぢゃ　へゝのんきだね」
「正邪善惡非富不富は　人の心の奥にある　善をなしてるつもりでも　つもりは心ぢゃありません　へゝのんきだね」
「醜い南瓜に唇よせて　だまつて見てゐる青い空　南瓜はなんにもいはないけれど　南瓜の氣持はよく判る　へゝのんきだね」
「權利々々と振りまはされては　權利も權利にやなりかねる　權利を振り廻しすぎますと　利権あさりと間違へる　へゝのんきだね」
「生きてゐりやこそ平和も御座る　死んで花見があるものか　焦土に芽をふく名無草　咲こうよ日本の平和境　へゝのんきだね」　　　
「鬼畜米英アメリカという字は米と書く　米は朝日にてらされて　やがて日本のままになる　へゝのんきだね」など。自著『のんき哲学』他より

## 影響
- 牧伸二の"ウクレレ漫談"は、石田の「のんき節」をヒントにしたものともいわれる[13]。

## 著書
- 『のんき哲学』大元社、1946年12月 doi: 10.11501/1123339
- 『はだか読本 : 粋談』妙義出版、1955年9月30日。NDLJP:2936383。

## 石田一松を演じた俳優
- 薄田研二（舞台『演歌有情』1958年）
- 松尾貴史（舞台『吉本百年物語 わらわし隊、大陸を行く』2012年）[14]

## 関連人物
- 吉本せい
- 添田さつき
- 二村定一
- 川田晴久
- 浅沼稲次郎
- 野坂参三
- トニー谷
- フランキー堺
- ザ・ドリフターズ
- チャーリー浜
- 桜井敏雄
- 石田幸松
- 吾妻ひな子
- ソウル・フラワー・モノノケ・サミット